# Dieter Köhler (Mediziner)
Heinz Dieter Köhler (* 23. Juni 1948 in Marburg) ist ein deutscher Mediziner, Ingenieur und Hochschullehrer seit 2013 im Ruhestand.
Ab Ende 2016/Anfang 2017, nachdem der Abgasskandal an die Öffentlichkeit gekommen war, begann Köhler seine dem wissenschaftlichen Konsens widersprechende Meinung in Medien zu platzieren, dass Luftverschmutzung keine nennenswerten negativen Folge für die Gesundheit habe. Er bezeichnete „Berichte über die gesundheitlichen Folgen der Luftschadstoffe“ als „Fake News“. 2018 veröffentlichte er zuerst im Ärzteblatt danach unter Mitautorenschaft von Motorenentwicklern auf seiner Internetseite ein Positionspapier, in dem er die von der Weltgesundheitsorganisation (WHO) und anderen Gesundheitsorganisationen geteilten Bewertungen zu den Gesundheitsgefährdungen durch Luftverschmutzung bestritt. Er erzielte im Januar 2019 große öffentliche Aufmerksamkeit, wurde aber wegen seiner Wissenschaftsleugnung, mangelnder Kompetenz und wegen möglichem Interessenskonflikt von vielen Wissenschaftlern und Institutionen heftig kritisiert.

## Frühes Leben und Ausbildung
Dieter Köhler wurde 1948 in Marburg geboren.
Nach der Schule begann Köhler im Jahr 1964 eine Lehre als Rundfunk- und Fernsehtechniker. Anschließend studierte er ab 1967 an der Fachhochschule Gießen Nachrichtentechnik. Das Studium beendete Köhler 1970 mit einem Diplom in Nachrichtentechnik. Danach arbeitete er in der Industrie im Bereich der Entwicklung integrierter Schaltkreise. 1972 begann er an der Universität Freiburg ein Medizinstudium. Zwischenzeitlich entwickelte er elektromedizinische Geräte.
Im Jahr 1978 promovierte Köhler über kalziumgetragenes Aktionspotenzial in der Elektrophysiologie. Später machte er eine Ausbildung zum Internisten, Pneumologen und Allergologen.

## Karriere
In der Zwischenzeit verbrachte er 1982 drei Monate an der kanadischen McMaster University. 1985 habilitierte er sich mit einer Arbeit über das Thema Aerosoldeposition und bronchiale Clearance.
Von 1986 bis 2013 war Köhler ärztlicher Direktor des Fachkrankenhauses Kloster Grafschaft in Schmallenberg. Im Jahr 1992 wurde er außerplanmäßiger Professor an der Universität Freiburg. 1994 erfolgte die Umhabilitation an die Universität Marburg mit einer Professur des Landes Hessen. Zum Juli 2013 ging Köhler in den Ruhestand.

### Ehrenamt
Von 1982 bis 1986 war er Vorsitzender der Imaging-Section der European Respiratory Society, von 1990 bis 2005 Sachverständiger für das Bundesgesundheitsamt.
Von 2002 bis 2004 war er Vizepräsident und von 2005 bis 2007 Präsident der Deutschen Gesellschaft für Pneumologie (DGP) mit Sitz in Marburg/Lahn. Zudem war Köhler von 1989 bis 2014 Präsident des Verbandes Pneumologischer Kliniken.
Er war Mitglied der Gutachterkommission für ärztliche Haftpflichtfragen der Ärztekammer Westfalen-Lippe.
Im Jahr 2015 trat Köhler als Herausgeber der Fachzeitschrift „Pneumologie Kompakt“ zurück, weil sein kritischer Kommentar über eine Studie im Auftrag der Pharmafirma Novartis nicht gedruckt wurde.

## Privatleben
Köhler lebt in Schmallenberg, ist verheiratet und hat zwei Kinder.
Köhler ist Inhaber von dreizehn Patenten im Bereich der Medizin, unter anderem eines für einen Beatmungsschlauch, angemeldet durch den Hersteller Willy Rüsch (heute zu Teleflex).

## Positionspapier zu Luftverschmutzung, Feinstaub und Stickoxiden
Köhler versuchte seit ca. Ende 2016/Anfang 2017 seine dem wissenschaftlichen Konsens widersprechende Meinung in Medien zu platzieren, dass Luftverschmutzung keine nennenswerten negativen Folge für die Gesundheit habe. Unter anderem schrieb er gemäß Süddeutscher Zeitung E-Mails an „Mediziner an Journalisten“ und bezeichnete „Berichte über die gesundheitlichen Folgen der Luftschadstoffe“ als „Fake News“. Journalisten, die sich weigerten, über seine Meinungen zu berichten, warf er vor, die Thematik „totschweigen“ zu wollen. Ab 2018 fand er schließlich in Medien Gehör. Im September 2018 druckte zuerst das Ärzteblatt seine Meinung.
Anfang 2019 veröffentlichte Köhler diesen Artikel verkürzt als Positionspapier „Stellungnahme zur Gesundheitsgefährdung durch umweltbedingte Luftverschmutzung, insbesondere Feinstaub und Stickstoffverbindungen (NOx)“, in dem er die von der Weltgesundheitsorganisation (WHO) und anderen Gesundheitsorganisationen geteilten Ansichten zu den Gesundheitsgefährdungen durch Luftverschmutzung, Feinstaub und Stickoxide bestritt.
Seiner Meinung nach gebe es keine wissenschaftliche Grundlage für die geltenden Obergrenzen an Stickoxiden, viele Studien zu den Gefahren von Luftverschmutzung hätten große Schwächen und die zugrundeliegenden Daten würden einseitig interpretiert werden. Zugleich suggerierte er, dass die Stickoxidforscher parteiisch seien, während er für sich betonte, keinerlei Interessenkonflikt zu haben. Koautoren des Positionspapiers waren der lange in der Automobilindustrie tätige Ingenieurwissenschaftler Thomas Koch, der Internist, Pneumologe sowie ärztliche Krankenhausdirektor und Chefarzt der Klinik für Pneumologie am Krankenhaus vom Roten Kreuz (RKK) in Stuttgart, Martin Hetzel und der Institutsleiter des Fraunhofer-Institut für Verkehrs- und Infrastruktursysteme IVI in Dresden Matthias Klingner.
Dieses Positionspapier schickte er an die Mitglieder der Deutschen Gesellschaft für Pneumologie und Beatmungsmedizin, die im Dezember 2018 ebenfalls ein Positionspapier mit gegenläufigen Aussagen publiziert hatte. Daraufhin unterzeichneten 113 Personen bzw. ca. 3 % der rund 3800 angeschriebenen Personen, größtenteils Lungenärzte, das Positionspapier mit.
Die Stellungnahme erzielte große öffentliche Aufmerksamkeit. Politiker von CSU, FDP und AfD sowie der Zentralverband Deutsches Kraftfahrzeuggewerbe begrüßten die Aussagen und forderten auf ihrer Grundlage Gesetzesänderungen wie z. B. die Aussetzung der Grenzwerte oder deren Überprüfung, während EU-Umweltkommissar Karmenu Vella und das Bundesumweltministerium die Aussagen Köhlers unter Verweis auf den Forschungsstand als sachlich falsch zurückwiesen.
Mehrere Wissenschaftler und medizinische Organisationen kritisierten die Aussagen des Positionspapiers scharf. Am 25. Januar 2019 wies der Bundesverband der Pneumologen, Schlaf- und Beatmungsmediziner (BdP) mit Sitz in Heidenheim an der Brenz  die Äußerungen Köhlers zurück und betonte, dass die Aussagen „keineswegs die Meinung der deutschen Lungenärzte“ wiedergebe. Auch Bernd Lamprecht, Generalsekretär der Österreichischen Gesellschaft für Pneumologie (ÖGP), wies die Argumente Köhlers als falsch zurück und betonte, dass an den Gefahren durch Feinstaub „wissenschaftlich kein Zweifel“ bestehe. Die Umweltmedizinerin Barbara Hoffmann, Professorin für Epidemiologie an der Heinrich-Heine-Universität Düsseldorf, warf Köhler unter anderem Falschaussagen vor und „die wirklich überwältigende Beweislage“ an wissenschaftlichen Studien zu ignorieren, die sich „nicht wegdiskutieren“ ließen. Nino Künzli, Vizedirektor des Schweizerischen Tropen- und Public-Health-Instituts (Swiss TPH) sowie Präsident der Eidgenössischen Kommission für Lufthygiene (EKL), warf Köhler vor, dessen „Erwartung, dass man das dem Patienten ansieht, dass die Luftverschmutzung eine Rolle gespielt“ habe, sei „komplett unwissenschaftlich“. In Hinblick auf Luftschadstoffe gebe es ca. 30.000 Studien. Zudem verwies er darauf, dass das Thema wissenschaftlich unumstritten sei und bezeichnete Köhler als Laien. Auch die anderen Unterzeichner hätten nicht selbst zum Thema geforscht. Er betonte auch, dass Köhlers Forderung, die Grenzwerte für Feinstaub und Stickoxide zu lockern, die ethischen Grundprinzipien der Medizin verletze, da höhere Belastung nachweislich gesundheitliche Schäden und vorzeitigen Tod verursache. Künzli sowie die Umweltmediziner Roy M. Harrison, Michael Brauer und Jonathan Grigg nahmen zum Inhalt des Papiers auch ausführlicher Stellung. Sie betonten die epidemiologische Evidenz zum Thema und wiesen die einzelnen Argumente Köhlers zurück.
Auch von Medien wurde Köhlers Expertise in Frage gestellt. Auf Nachfrage gab er zu, in seiner Karriere keine einzige peer-reviewte Studie zu Stickoxiden publiziert zu haben, sondern nur einen einzelnen, nicht begutachteten Artikel im Ärzteblatt.
Kritiker äußerten aufgrund der Mitautorenschaft von Motorenentwicklern auch Lobbyismusvorwürfe und verwiesen auf Parallelen zu anderen Formen der Wissenschaftsleugnung, bei der in der Vergangenheit ebenfalls „zweifelhaften Experten“ aus der fossilen Energieindustrie bzw. der Tabakbranche versucht hatten, die Existenz des Klimawandels zu leugnen bzw. die Gesundheitsgefahren des Tabakkonsums kleinzureden.
Der Pneumologe und Gründer des insaf Institut für Atemwegsforschung in Wiesbaden, Kai Michael Beeh, kritisierte, dass der Aufruf weder wissenschaftliche Argumente enthalte noch Studien zitiere, sondern nur bloße Behauptungen aufstelle. Zudem kritisierte er die Art der Berichterstattung über den Aufruf, bei der unter anderem niedergelassene Ärzte zu renommierten Wissenschaftlern gemacht und forschende Wissenschaftler der Lüge bezichtigt worden seien. So sei ein erst zwei Monate zuvor publiziertes Positionspapier der Deutschen Gesellschaft für Pneumologie mit mehr als 50 Seiten sowie unzählige weitere Studien zum Thema schlichtweg ignoriert worden.
Am 5. Februar 2019 setzte sich Köhler zusammen mit dem CDU-Europaabgeordneten und NRW-Spitzenkandidaten für die Europawahl, Peter Liese, in Brüssel und beim Europäischen Parlament in Straßburg für eine erneute wissenschaftliche Überprüfung der in der Europäischen Union geltenden Grenzwerte für Feinstaub und Stickoxid ein.
Am 13. Februar 2019 veröffentlichte die Tageszeitung taz, Köhler habe beim Schadstoffvergleich der Atemluft in Innenstädten mit dem von Zigarettenrauch, falsche Rechnungen zugrunde gelegt. Er hätte in seinem Positionspapier nicht nur schwere  methodische Fehler begangen und falsche Annahmen getroffen, sondern sich gleich mehrfach teils um Größenordnungen verrechnet. Nach Bereinigung der Rechenfehler ergäben sich in zentralen Behauptungen gegenteilige Aussagen. Köhler räumte seine Rechenfehler zunächst ein, sah die „Gesamtaussage“ seines Papiers dadurch allerdings nicht berührt. Mit Pressemeldung vom 17. Februar 2019 wiesen die vier Autoren der Stellungnahme die Kritik der taz schließlich zurück. Die „angebliche Fehlberechnung“ sei „nicht nachvollziehbar.“ Zigarettenrauchen sei ein Experiment, das epidemiologische Studien widerlege, die Toxizität des Feinstaubs und hunderttausende Tote annehmen. Für NOx sei „die Berechnung einer kumulativen Dosis, wie von der taz ausgeführt, unsinnig.“ Die taz wies in einem neuen Artikel am 18.2. darauf hin, dass das Argument der kumulativen Dosis der „zentrale Kern“ von Köhlers eigener Argumentation gewesen sei.
Im Zuge der öffentlichen Diskussion bat Bundeskanzlerin Angela Merkel die Deutsche Akademie der Naturforscher Leopoldina, sich mit der Luftverschmutzung und deren gesundheitlichen Folgen auseinanderzusetzen, die im April 2019 eine Stellungnahme veröffentlichte. Darin wird betont, dass die Luftverschmutzung in Deutschland seit Jahrzehnten abnehme. Jedoch sei eine weitere Reduktion anzustreben, da Stickstoffoxide und Feinstaub nach wie vor zu den „problematischen Luftschadstoffen“ zählten. Im Vergleich zu Stickstoffdioxid wird Feinstaub dabei als wesentlich gesundheitsschädlicher eingestuft.

## Auszeichnungen
- Adolf-Windorfer-Preis des Bundesverband Cystische Fibrose (CF) im Jahr 1990 (für Untersuchungen über die Amilorid-Wirkung und Hustenclearance bei Cystischer Fibrose)[41]
- Gesundheitspreis des Landes Nordrhein-Westfalen – Arbeitskreis Pneumologischer Kliniken im Jahr 2001 (für evolutionäre Qualitätskontrolle in der Diagnostik und Therapie im Krankenhaus)[42]
- Thomas T. Mercer Award[43] der amerikanischen Gesellschaft für Aerosolforschung und der internationalen Aerosolgesellschaft in der Medizin 2009 (für Forschungsarbeiten zur Inhalation von Insulin und die Methode zur radioaktiven Markierung von Aerosolpartikeln aus Dosieraerosolen sowie für Messung der Lungenreinigung durch die Flimmerhärchen in der Atemwegschleimhaut)[44]

## Schriften (Auswahl)
- Dieter Köhler: Durch Hyperosmolarität hervorgerufene Veränderungen der Kontraktionskraft und des Ca++ getragenen Aktionspotentials am Warmblütermyocard (= Dissertation an der Medizinischen Fakultät der Universität Freiburg). Freiburg (Breisgau) 1978 (42 S.).[1]

- mit Wolfgang Fleischer, Heinrich Matthys: Inhalationstherapie. Gedon & Reuss, 1986.
- mit Bernd Schönhofer, Thomas Voshaar: Pneumologie – Ein Leitfaden für rationales Handeln in Klinik und Praxis. Thieme, Stuttgart 2009, ISBN 978-3-13-146281-7.
- mit Frank Lübberding: Wie Wissenschaft Krisen schafft – Epidemiologie im Praxistest: Feinstaub, Stickoxide, Corona & Co, Agenda-Verlag, Münster 2021, ISBN 978-3-89688-707-8.

Köhler veröffentlichte zudem diverse Fachbeiträge.